# 正福寺 (青梅市)
正福寺（しょうふくじ）は、東京都青梅市にある時宗の寺院。

## 概略と沿革
当麻無量光寺の末。一遍を開山と伝える。本尊の足裏に「応永二年（1395年）今井四郎為菩提」とあるという。今井氏はこの地の土豪で寺の北東今井城主であり、本堂の裏に今井氏の宝篋印塔・五輪塔が23基ある。市指定文化財になっている。

## 交通アクセス
東日本旅客鉄道青梅線河辺駅より西武バスで小峰屋前バス停留所下車すぐ、または八高線金子駅から徒歩25分